# Marinedienstgruppe (United States Navy)

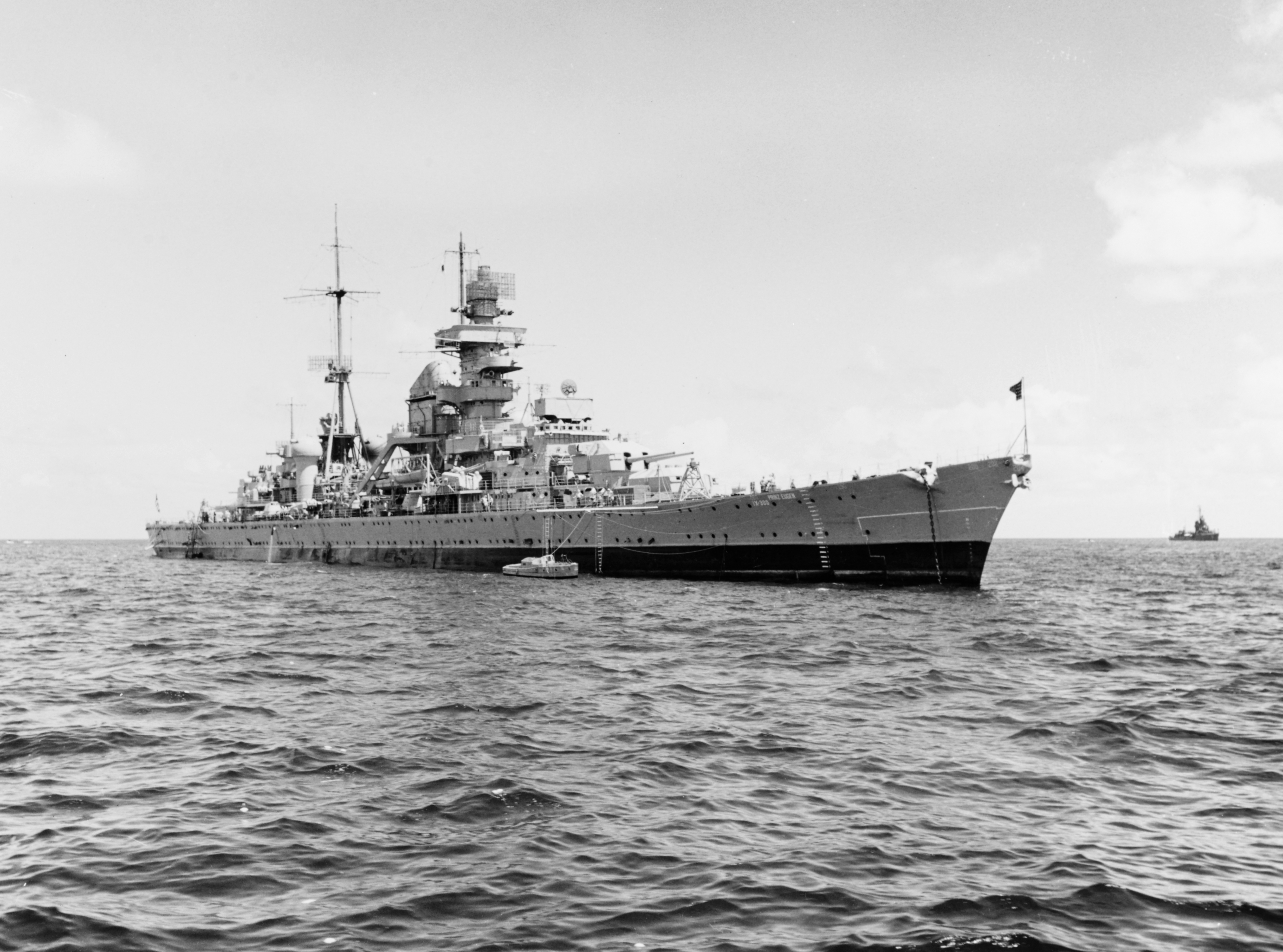
Schwerer Kreuzer Prinz Eugen als Versuchsschiff für einen Atomtest im Bikini-Atoll

Die Marinedienstgruppe der United States Navy in Bremerhaven war eine Organisation, deren Auftrag es war, die den USA nach dem Zweiten Weltkrieg als Kriegsbeute zugefallenen Schiffe der deutschen Kriegsmarine unter Kontrolle zu nehmen und zu verwerten. Sie unterstand den United States Naval Forces Germany und war Teil der US Naval Advanced Base (NAB) Bremerhaven. Sie wurde von einem „ältesten deutschen Offizier“ mit seinem Stab geführt.

## Aufgaben

### Verwertung deutscher Kriegsschiffe

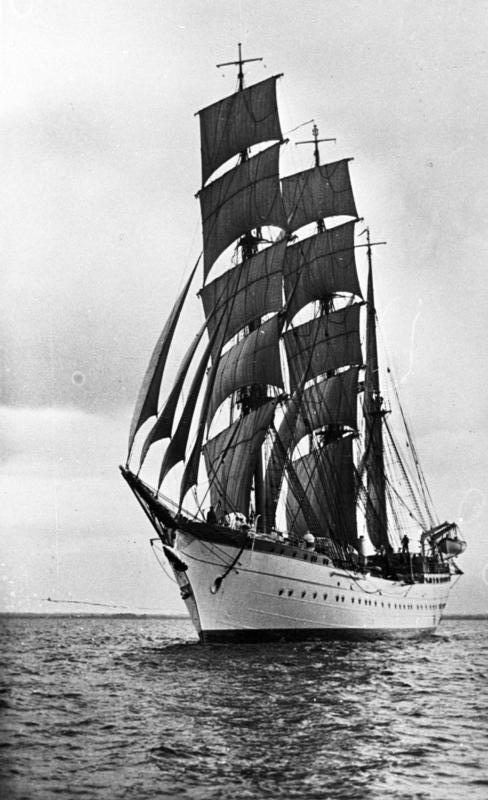
Segelschulschiff Horst Wessel, die spätere Eagle der United States Coast Guard

Die MDG hatte sich zunächst um die Schiffe der deutschen Kriegsmarine zu kümmern, die der US Navy zugesprochen worden waren. Sofern sie nicht bereits in Bremerhaven lagen, wurden sie dorthin überführt, wie zum Beispiel der Schwere Kreuzer Prinz Eugen, der Ende Mai 1945 von Kopenhagen nach Bremerhaven verlegt wurde.
Dort sammelten sich 7 Zerstörer und Torpedoboote, 10 U-Boote, 42 Minensuchboote, 35 Minenräumboote, 12 Schnellboote und diverse Hilfsschiffe aller Art. Hinzu kamen die Segelschulschiffe Horst Wessel und Albert Leo Schlageter. Aufgabe der MDG war es, die Schiffe fahrbereit zu halten, um sie an ihre neuen Eigner übergeben zu können. Während Prinz Eugen und Horst Wessel in die USA gingen, wurden andere Kriegsschiffe zum Teil an europäische Marinen übergeben, während viele Hilfsschiffe ihren alten Eignern zur zivilen Verwendung zurückgegeben wurden. Die USA erhielten unter anderem einen zuvor in Bremerhaven eingesetzten und von ihnen mit dem Spitznamen Herman the German bezeichneten großen Schwimmkran, der bis heute für die Verwaltung des Panamakanals im Dienst ist.

### Minensuche
Unmittelbar nachdem US-Truppen ihre Besatzungszone in Bremen und Bremerhaven bezogen hatten, wurden zwölf Kriegsfischkutter zur Räumung der bremischen Häfen von Seeminen eingesetzt. Diese Boote und ihr deutsches Personal wurden am 15. April 1946 in die 6. Minenräumdivision des Deutschen Minenräumdiensts eingegliedert und kamen damit unter britische Aufsicht.

## Weitere Entwicklung
Nachdem die Übergabe der deutschen Kriegsschiffe abgewickelt worden war, wurde die MDG stark reduziert. Ihre Personalstärke sank von 470 auf 150 nunmehr im zivilen Status befindliche deutsche Mitarbeiter, die im Wesentlichen für den Betrieb der Schleppergruppe verantwortlich waren. Etwa 150 Mann verblieben in zivilem Status bei der US-Schleppergruppe. Diese wurde für den Hafenbetrieb und die Seenotrettung aus den vier Schleppern Passat, Pellworm, Puddefjord und Harle der ehemaligen Kriegsmarine gebildet.
Als 1951 die US-Marinepräsenz in Deutschland wieder verstärkt wurde, wurde die Schleppergruppe in die neu aufgestellte Labor Service Unit (B) integriert.